# 三田育種場
三田育種場（みたいくしゅじょう）は、1877年（明治10年）から1886年（明治19年）まで東京の三田（現在の港区芝）で営まれていた官営種苗会社。農産物の優良な種苗の普及に努めるほか、牛馬や農機具の改良も行われた。馬匹の改良の為に三田育種場内には競馬場も設けられ、そこで行われる競馬は上流階級を含む多くの観客を集めた。

## 歴史
1874年（明治7年）、内務省勧業寮は、三田四国町（現在の港区芝3丁目の大部分と芝5丁目北側、芝2・4丁目西側あたり）の薩摩藩邸跡地を買い取り、内藤新宿勧業寮付属試験場にした。1877年（明治10年）6月三田培養地と名を変え、さらに同年8月三田育種場と名を変更した。大久保利通が推し進める殖産興業政策に乗り、明治の官僚・勧業家前田正名の献策によって三田育種場は優れた種子・苗の普及を目的とした。また同時に牛馬の改良、農器具の改良も考え、馬市も開かれた。馬市では陸軍省の廃馬を格安で売ったため、近郊から多くの人出があった。陸軍や宮内省御厩局は馬匹の改良を目的に三田育種場で競馬も行った。陸軍や宮内省御厩局が行う競馬は最初はあくまで馬匹の改良が目的で、観客を集めて見せるようなものではなく、馬場も仮のものだったが、1879年（明治12年）11月改めて常設の馬場が完成した。常設の馬場の開場記念に内務省勧農局、陸軍や宮内省御厩局では記念行事として競馬を行い、これには華族や高級官僚などが顔を見せ、陸軍楽隊が音楽を演奏した。常設の馬場が出来てからは民間のクラブ興農競馬会社がこれを定期的に借り受け、1880年（明治13年）5月からは多くの観客を集めて華やかな三田育種場競馬が開催されるのである。しかし興農競馬会社による競馬は1885年（明治18年）秋を最後に終了し、また、農産物の改良の目的も政策転換に伴って明治19年に終了し、その土地の一部は民間に払い下げられた。競馬はこの後も細々と続いたが1890年（明治23年）あたりにはそれも終了する。

## 乗馬地として
三田育種場の馬場は築地の外国人居留地や馬を所有できるような日本の上流階級の住処からほど近かったため、馬の持ち主に開放されたほか、今でいう乗馬クラブ「乗馬共進倶楽部」も置かれ、馬術の練習や披露なども行われている。ポロや打毬会、馬の品評会も開かれ、戸山や上野で競馬を開催する共同競馬会社も馬体検査などを三田で行っている。このように競馬や馬市だけでなく、馬に関する多くのことが三田育種場では行われていた。